# 西哥奇遇記
《西哥奇遇記》（西班牙語：El camino de Xico）是一部2020年墨西哥2D動畫電影，由埃里克·卡貝羅·迪亞茲（Eric D. Cabello Diaz）執導，這是他的導演處女作。該片由Ánima製作，於2020年11月12日在墨西哥上映。隨後於2021年2月12日在Netflix全球上映。

## 大意
女孩寇比（Copi）、她最好的朋友古斯（Gus）和一隻名叫西哥（Xico）的神奇狗，試圖从一个贪婪的公司手中拯救一座山。

## 外部連結
- Official website
- 在Netflix上觀看《Xico's Journey》
- 互联网电影数据库（IMDb）上《Xico's Journey》的资料（英文）